# Bernolákovci

Bernolákovci na knize z produkce Matice slovenské

Bernolákovci představují jednu ze dvou hlavních skupin slovenského národního obrozeneckého hnutí. Název byl odvozen podle předního představitele první generace tohoto hnutí a tvůrce první podoby spisovné slovenštiny Antona Bernoláka.
První generace bernolákovců působila od 80. let 18. století do 20. let 19. století v těchto centrech: Bratislava, Trnava (sídlo Slovenského učeného tovarišstva). Jejím nejzávažnějším činem bylo uzákonění slovenštiny jako národního spisovného jazyka (Bernolákovština) a její uvedení do krásné, naučné a náboženské literatury.
Představiteli první generace bernolákovců jsou kromě A. Bernoláka: Juraj Fándly, Jozef Ignác Bajza, Ondrej Mesároš, Martin Hamuljak, Alexander Rudnay, Andrej Ľudovít Radlinský a další. Její stoupence spojovala zejména Bernolákovská spisovná slovenština, koncepce slovenské národní svébytnosti a idea rovnosti národů. Organizační oporou bylo Slovenské učené tovarišstvo. Martin Hamuliak založil Spolek milovníků řeči a literatury slovenské. Mladobernolákovská generace se názorově sblížila se Štúrovci, přijala jejich koncepci i nový, Štúrovský spisovný jazyk.  

Druhá generace bernolákovců působila v 20. a 30. letech 19. století v několika uherských městech, mezi něž patřily například: Ostřihom, Budín, nebo Pešť. Pokoušela se rozvíjet slovenský jazyk a překonat jazykovou a konfesionální rozdvojenost slovenských národních obrozeneckých sil. Tomuto cíli sloužil i Spolek milovníků řeči a literatury slovenské.

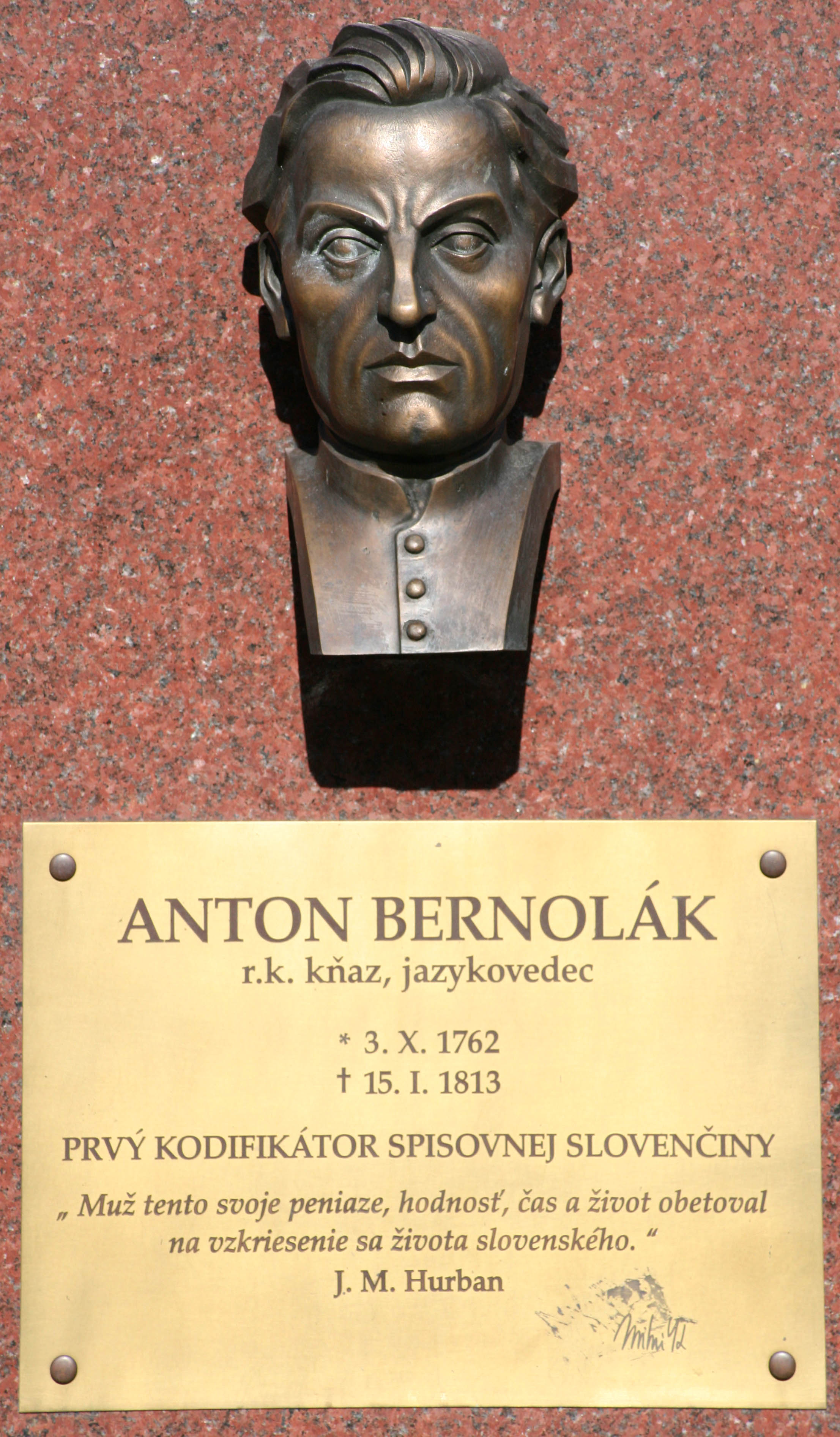
Busta s informační tabulí o Antonu Bernolákovi v bratislavské Petržalce na Daliborově náměstí

Nejvýznamnějšími představiteli druhé generace bernolákovců byli: Juraj Palkovič, Ján Hollý, Martin Hamuljak, Ján Herkeľ, Ján Koiš.
Podle autorů nejnovější knihy Bernolákovci jsou jejich prvenství (na základě kulturního výzkumu Lukáše Perného na základě dat Martiny Matečkové) následující:
- kodifikace jazyka, resp. bernolákovská reforma jazyka (jazykovedný přínos) a také významný přínos při hodžovsko-hattalovské jazykové reformě (Martin Hattala, Andrej Radlinský, Ján Palárik, Štefan Závodník, Ondřej Mesároš a další);
- vznik Slovenského učeného tovaryšství jako první kulturně-osvětové a vydavatelské instituce (Anton Bernolák, Juraj Fándly, Ján Hollý, Alexander Rudnay a další ...);
- první oficiální překlad Bible (Palkovič, Rudnay) po tzv. Kamaldulské Bibli;
- vznik ekumenického čechoslavistického Spolku milovníků řeči a literatury slovenské sjednocujícího katolíků (Martin Hamuljak, Jan Herkel, Jan Koiš) a evangelíků (Ján Kollár) vydávajících Almanach Zora;
- první literární díla (prozaická, poetická, duchovní) ve slovenském jazyce (Juraj Fándly, Ján Hollý);
- zakládání hospodářských ústavů a spolků a informace o pěstitelské a chovatelské činnosti pro širší lidové vrstvy (Juraj Fándly, Štefan Závodník, Juraj Holček, Ondřej Caban);
- upevnění historického vědomí o Velké Moravě a Cyrilovi a Metodějovi (Ján Hollý, Juraj Fándly, Štefan Závodník, Štefan Nikolaj Hýroš);
- podílení se na založení Tatrína jako organizace nadkonfesionální (Ondřej Caban, Jozef Sčasný, Juraj Holček, Andrej Radlinský, Július Plošic, Štefan Nikolaj Hýroš, Štefan Závodník a další);
- podílení se na vzniku Matice slovenské (Andrej Radlinský, Martin Hattala; Juraj Tvrdý, Jozef Kozáček, Michal Chrástek, Ján Gotčár, Juraj Slotta, Štefan Nikolaj Hýroš a také katoličtí autoři spojeni jak s bernolákovci, tak i štúrovci jako Ján Palárik, Jozef Karol Viktorin, Štefan Závodník);
- založení nebo členství ve Spolku svatého Vojtěcha (Andrej Radlinský, Štefan Nikolaj Hýroš, Juraj Slotta, Josef Sčasný, Josef Emmanuel, Cyril Gabriela Zaymus, Štefan Závodník; příp. neobernolákovec František Richard Oswald);
- školství a pedagogika (Cyril Gabriel Zaymus, Ondřej Caban) a spolupodílení se fungování prvního katolického gymnázia v Banské Bystřici (Martin Čulen, Josef Božetech Klemens, Michal Chrástek, Juraj Slotta);
- vydavatelská činnost (Juraj Palkovič, Alexander Rudnay, Jan Palárik, Josef Karel Viktorin, Andrej Radlinský aj.)
- spojnice mezi generacemi národního obrození (československá Generace Všeslaví, štúrovci).[1]